# Makyō
Makyō (jap. 魔境 makyō; pisane dwoma ideogramami "demon" i "otaczający świat") – w buddyzmie zen nazwą tą określa się euforyczne lub nieprzyjemne stany psychiczne, występujące niekiedy podczas medytacji. Niektórzy twierdzą, że w stanach tych można doświadczać także wartościowych wglądów, a nawet uzyskiwać pewne moce parapsychiczne (siddhi), jednak zawsze przeszkadzają one we właściwej medytacji.
Mistrzowie zen zalecają w każdym wypadku jedynie świadomą obserwację makyō i niezwalczanie go ani niepodtrzymywanie. W ten sposób makyō najszybciej przemija.